# Lianhe, Guangdong
Lianhe är ett stadsdelsdistrikt (jiedao) i sydöstra Kina. Det ligger i stadsdistriktet Huangpu i provinshuvudstaden Guangzhou i provinsen Guangdong, omkring 17 kilometer nordost om centrala Guangzhou. Antalet invånare är 49 867. Befolkningen består av 24 079 kvinnor och 25 788 män. Barn under 15 år utgör 7,0 %, vuxna 15-64 år 89 %, och äldre över 65 år 2,0 %.